# El Sobrante (Kalifornia)
El Sobrante – jednostka osadnicza w Stanach Zjednoczonych, w stanie Kalifornia, w hrabstwie Riverside.